# FMR Tg 500

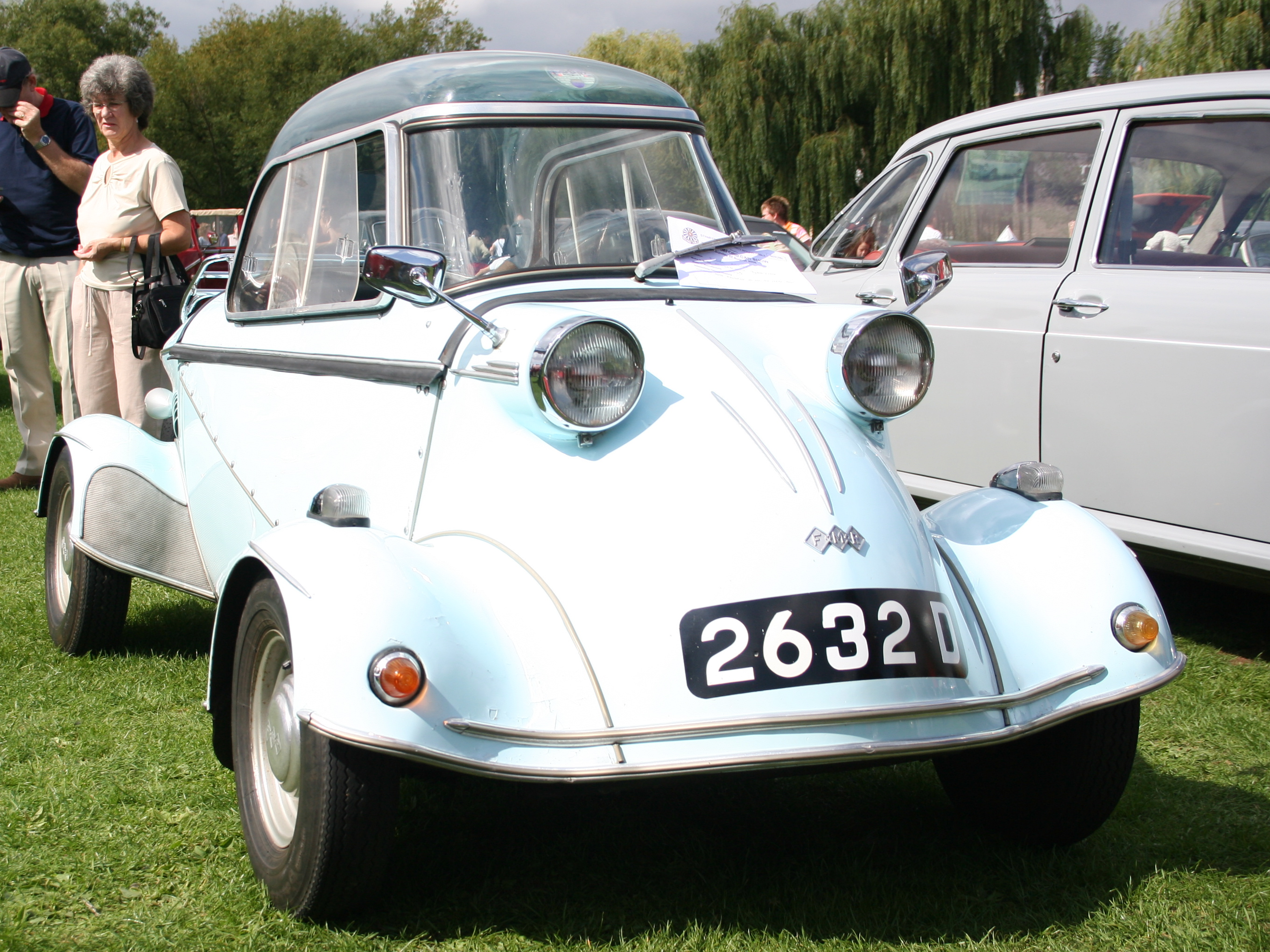
FMR Tg 500

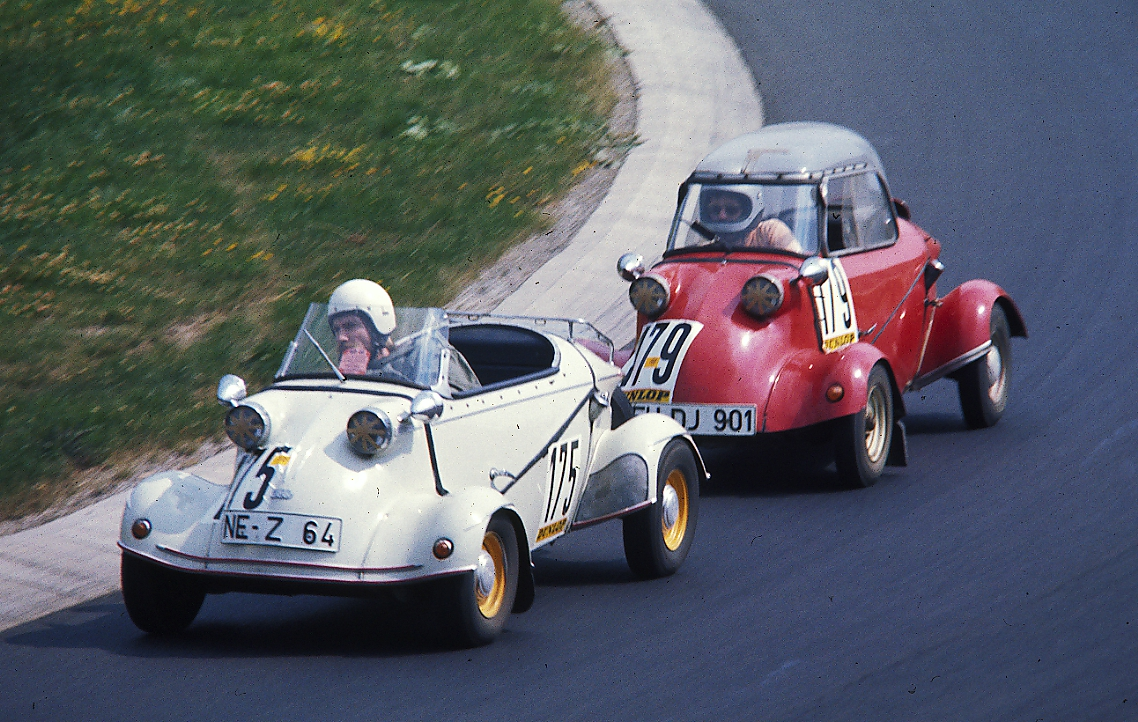
FMR Tg 500 på Nürburgring

FMR Tg 500 var en tysk mikrobil som tillverkades mellan 1958 och 1961 av Fahrzeug und Maschinenbau GmbH Regensburg.
Den var en vidareutveckling av Messerschmitt KR 200, nu utrustad med större strålkastare, fyra hjul med 10-tums fälgar, mot tidigare 8-tums, och framför allt en större motor. Denna kom från Sachs och var en tvåcylindrig tvåtaktare på 500 cc och 19,5 hk, den dubbla effekten mot tidigare. Fartresurserna var imponerande, maxfarten låg på 130 km/h.
Många bilder från den tiden är från olika tävlingsbanor.
I folkmun kallades den Messerschmitt Tiger, fast den egentligen inte fick heta vare sig Messerschmitt eller Tiger. Samarbetet med Messerschmitt var slut, och namnet Tiger var redan upptaget av fordonstillverkare Krupp. På grund av vikande efterfrågan fick produktionen läggas ned 1961, efter endast 320 tillverkade exemplar. De överlevande betingar på grund av sin extrema design ovanligt höga priser idag, jämfört med andra mikrobilar från samma tid. Ett eller två exemplar uppges enligt Mc-bilklubbens tidning Bubblan ha funnits i Sverige, men blev skrotade redan på 60-talet.